# Scoparia leuconota
Scoparia leuconota là một loài bướm đêm trong họ Crambidae.